# Boulevard Carnot (Saint-Denis)
Pour les articles homonymes, voir Boulevard Carnot.
Le boulevard Carnot est une voie de communication de Saint-Denis.

## Situation et accès
Les voies traversées sont, d'ouest en est:
- Boulevard Jules-Guesde
- Rue de la Charronnerie
- Rue des Chaumettes
- Rue du Corbillon
- Rue Fontaine / rue Jean-Marcenac
- Place du 8-Mai-1945, anciennement place de la Caserne des Suisses, garnison d'un régiment des gardes suisses, bâti au XVIIe siècle[2].
- Rue Gabriel-Péri
- Boulevard Félix-Faure

Accès
- Ligne 1 du tramway d'Île-de-France
- Ligne 5 du tramway d'Île-de-France

## Origine du nom

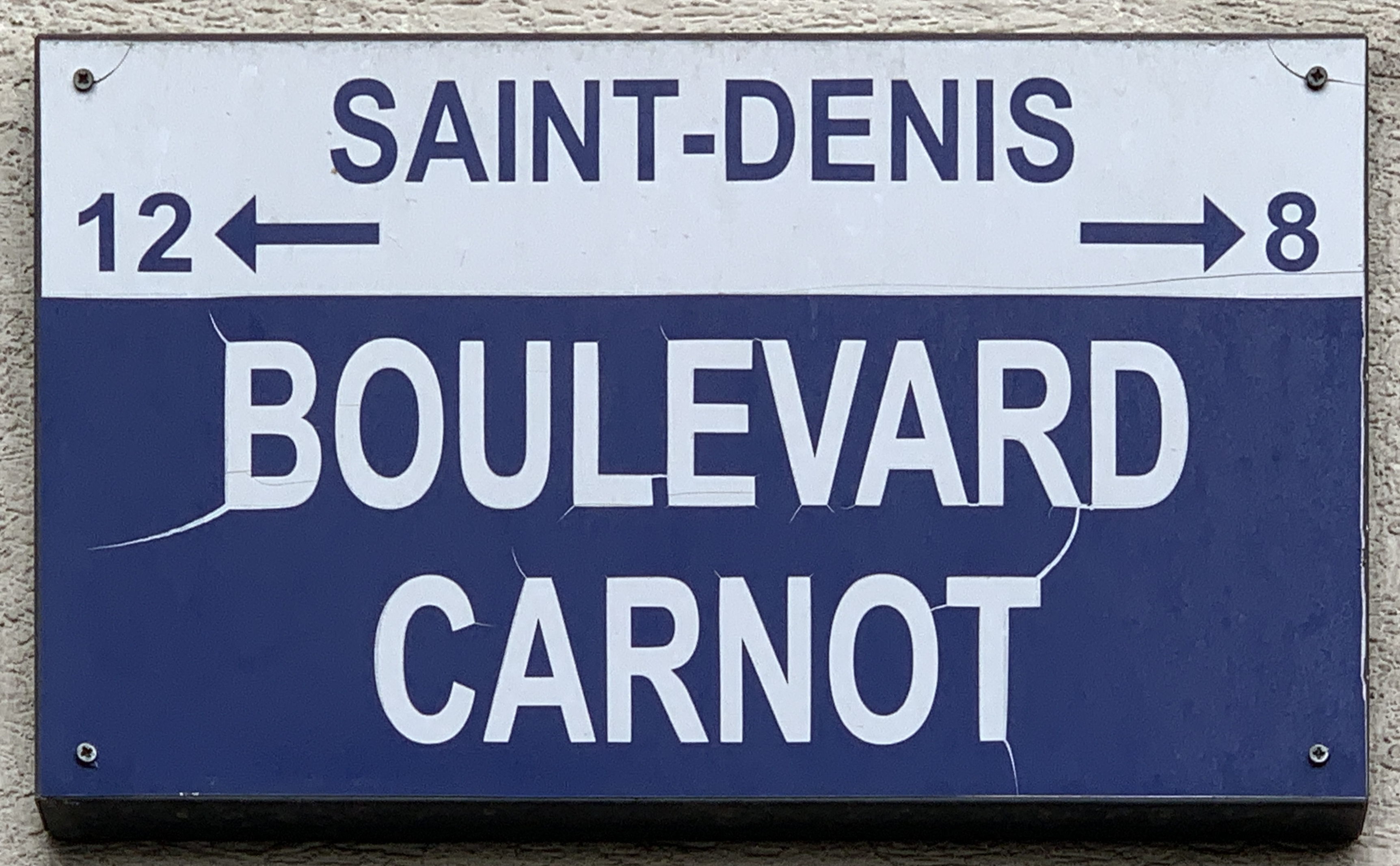
Plaque Boulevard Carnot.

Cette voie honore l'homme politique Sadi Carnot (1837-1894), président de la République française, assassiné en fonction. De nombreuses communes, portées par l'émotion, renommèrent en son hommage d'importantes voies de circulation.

## Historique
À l'origine cette voie s'appelait « cours Benoît », cette appellation étant recensée depuis 1820 au moins.
En janvier 1871, vers la fin de la guerre franco-prussienne, plusieurs maisons furent atteintes par des obus lancés des batteries d'artillerie installées sur les hauteurs de Pierrefitte.
La voie prend la dénomination de « boulevard Sadi-Carnot » en 1905, nom qui fut rapidement raccourci en « boulevard Carnot » .

## Bâtiments remarquables et lieux de mémoire
- Théâtre Gérard-Philipe.
- Institut universitaire de technologie de Paris-Nord.
- Église Martin-Luther.
- Au no 19, ancienne école évangélique protestante.

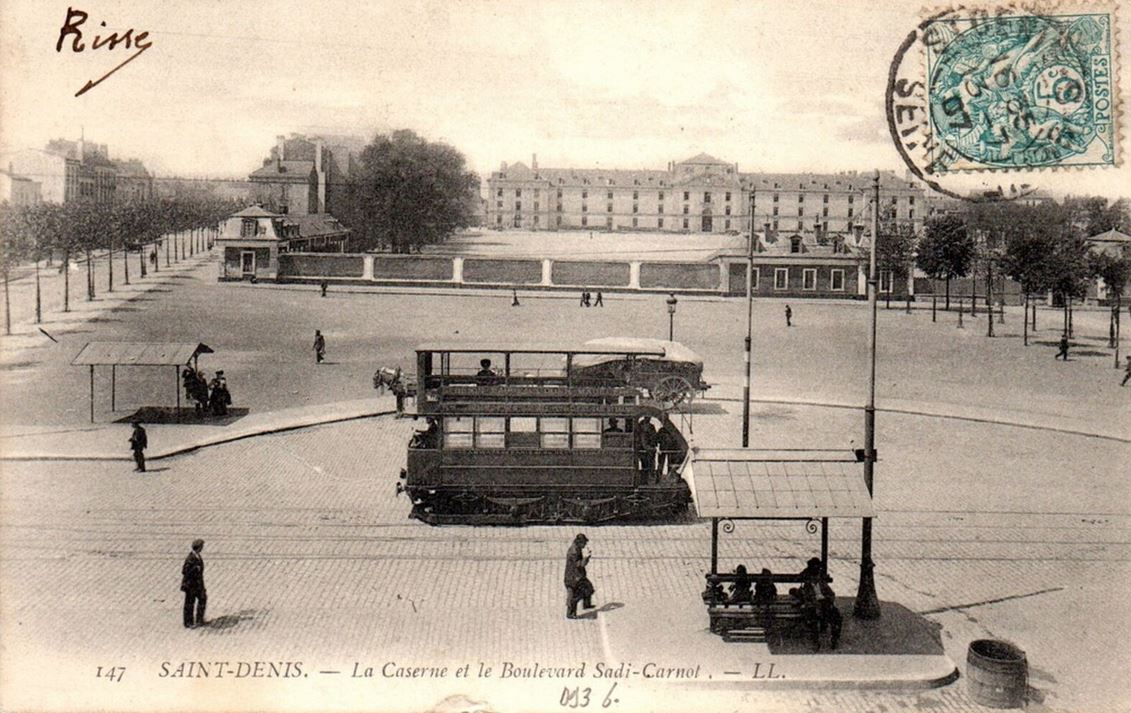
Le boulevard Sadi-Carnot et la Caserne des Suisses.
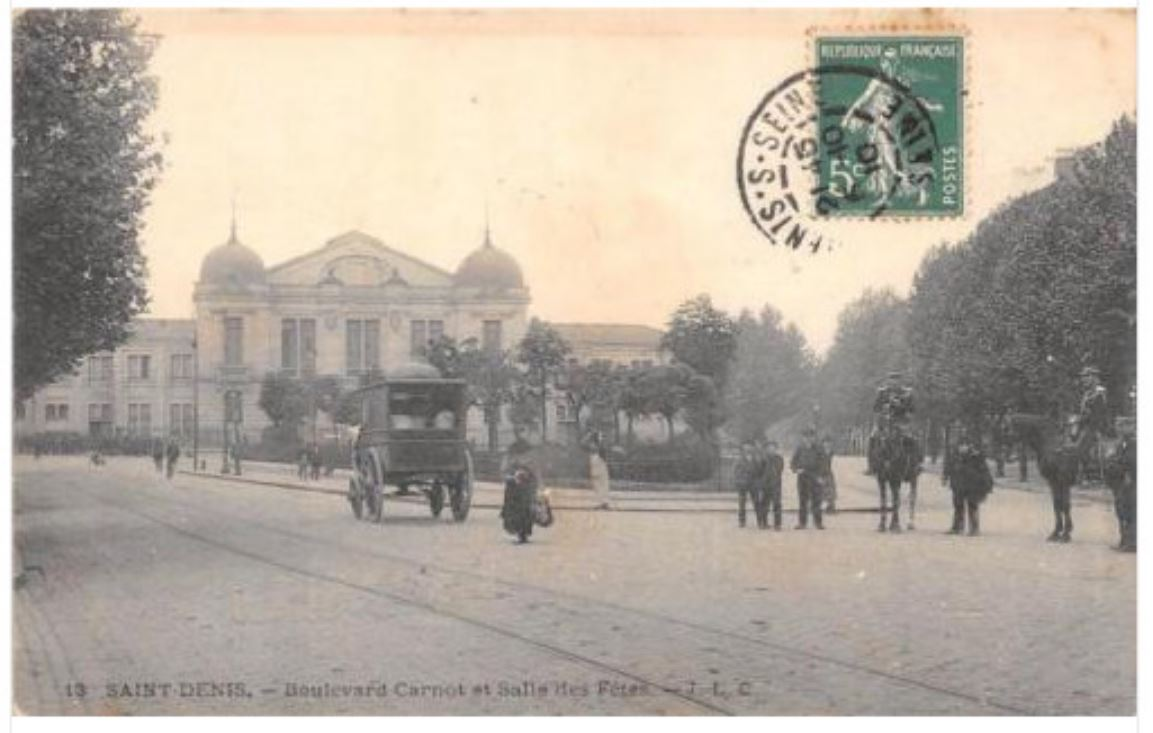
Le boulevard Carnot et la Salle des Fêtes, aujourd'hui Théâtre Gérard-Philipe.
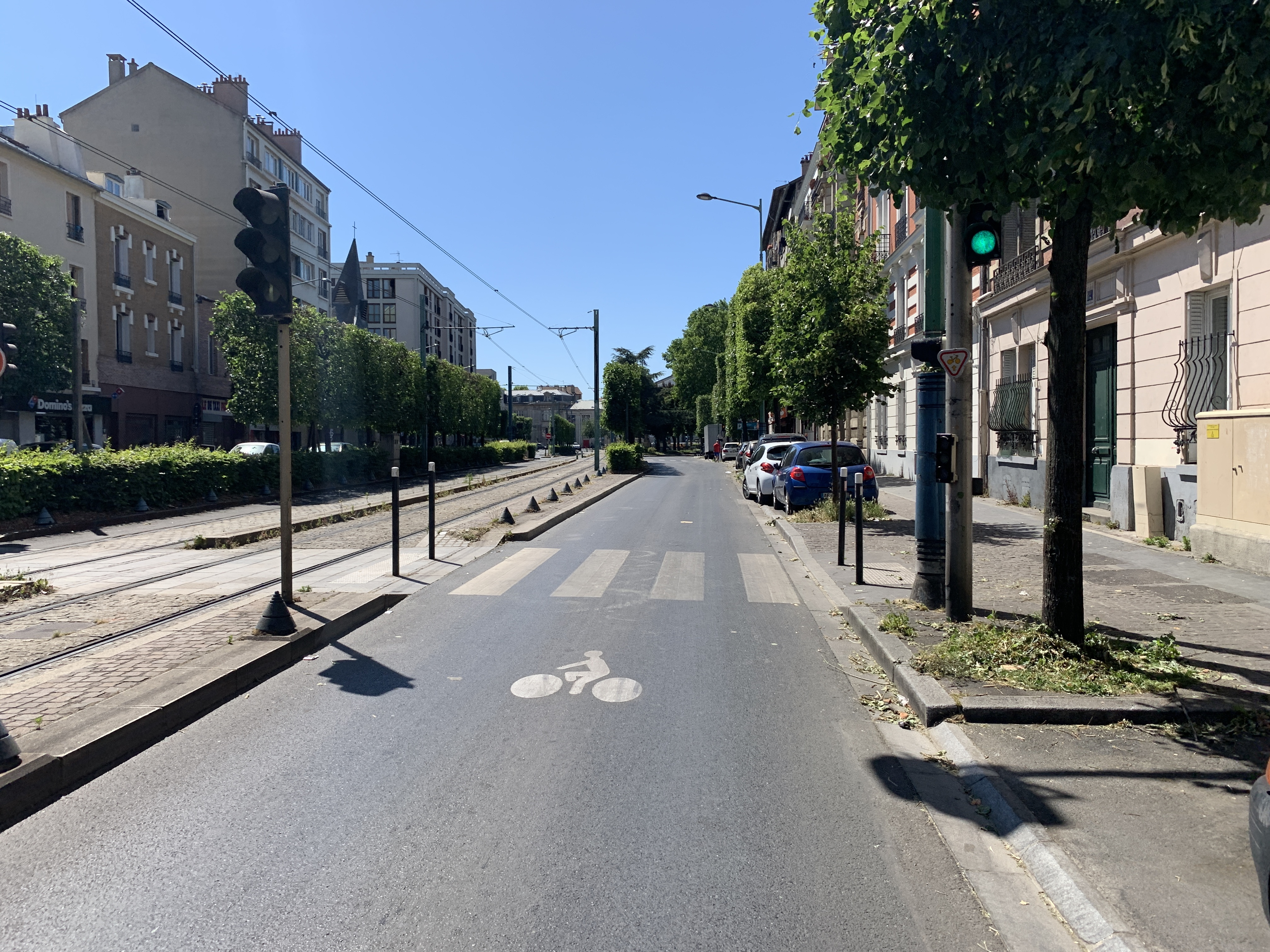
Le boulevard Carnot en mai 2020.